# Melissa Borjas
Melissa Borjas (1986. október 20. –) hondurasi nemzetközi labdarúgó-játékvezető.

## Pályafutása

### Nemzetközi játékvezetés
A Hondurasi labdarúgó-szövetség Játékvezető Bizottsága (JB) terjesztette fel nemzetközi játékvezetőnek, a CONCACAF JB tagja, a Nemzetközi Labdarúgó-szövetség (FIFA) 2013-tól tartja nyilván bírói keretében. A FIFA JB központi nyelvei közül a spanyolt és az angolt beszéli. Több nemzetek közötti válogatott és klubmérkőzést vezetett, vagy működő társának 4. bíróként illetve alapvonalbíróként segített.

#### Női labdarúgó-világbajnokság

##### 2015-ös női labdarúgó-világbajnokság
A Nemzetközi Labdarúgó-szövetség 2015 márciusában nyilvánosságra hozta annak a 29 játékvezetőnek (22 közreműködő valamint 7 tartalék, illetve 4. bíró) és 44 asszisztensnek a nevét, akik közreműködhetnek Kanadában a 2015-ös női labdarúgó-világbajnokságon.
A kijelölt játékvezetők és asszisztensek 2015. június 26-án Zürichben, majd két héttel a világtorna előtt Vancouverben vesznek rész továbbképzésen, egyben végrehajtják a szokásos elméleti és fizikai Cooper-tesztet. Végérvényesen itt döntenek a mérkőzésvezető és támogató játékvezetők személyéről.

###### Selejtező mérkőzés
Selejtező mérkőzéseket a CONCACAF zónában vezetett.
| Időpont           | Helyszín                           | Mérkőzés típusa           | Mérkőzés                      | Eredmény |
| ----------------- | ---------------------------------- | ------------------------- | ----------------------------- | -------- |
| 2014. október 16. | Sporting Park Stadion, Kansasváros | előselejtező (B. csoport) | Jamaica–Martinique            | 6 – 0    |
| 2014. október 24. | PPL Park Stadion, Chester          | egyik elődöntő            | Costa Rica–Trinidad és Tobago | 1 – 1    |

###### Világbajnoki mérkőzés
| Időpont          | Helyszín                                | Mérkőzés típusa              | Mérkőzés      | Eredmény | Nézők száma |
| ---------------- | --------------------------------------- | ---------------------------- | ------------- | -------- | ----------- |
| 2015. június 16. | Investors Group Field Stadion, Winnipeg | csoportmérkőzés (C. csoport) | Ecuador–Japán | 0 – 1    | 14 522      |

#### Algarve-kupa
Portugália a 21., 2014-es Algarve-kupa, a 22., a 2015-ös Algarve-kupa labdarúgó tornát rendezte, ahol a FIFA JB játékvezetőként vette igénybe szolgálatát. A labdarúgó torna a 2015-ös női labdarúgó-világbajnokság főpróbája volt.

##### 2014-es Algarve-kupa
A labdarúgó tornán a FIFA JB 4. (tartalék) játékvezetőként foglalkoztatta.

##### 2015-ös Algarve-kupa

###### Algarve-kupa mérkőzés
| Időpont          | Helyszín                    | Mérkőzés típusa              | Mérkőzés             | Eredmény | Nézők száma |
| ---------------- | --------------------------- | ---------------------------- | -------------------- | -------- | ----------- |
| 2015. március 6. | Bela Vista Stadion, Parchal | csoportmérkőzés (C. csoport) | Japán–Portugália     | 3 – 0    |             |
| 2015. március 9. | Bela Vista Stadion, Parchal | csoportmérkőzés (A. csoport) | Brazília–Németország | 1 – 3    | 769         |